# Andrėj Kunicki
Andrėj Juzėfovič Kunicki, traslitterato anche Kunitski (in bielorusso Андрэй Юзэфовіч Куніцкі?; Hrodna, 2 luglio 1984), è un ex ciclista su strada bielorusso, professionista dal 2007 al 2010.

## Carriera
Ciclista con qualità di passista e di cronoman, si mise in luce tra gli Under-23 sia con la maglia della Nazionale bielorussa sia con la formazione dilettantistica italiana Palazzago, di cui vestì la divisa insieme al connazionale Branislaŭ Samojlaŭ. Nel 2005 colse risultati importanti in corse abbastanza impegnative: si aggiudicò sei vittorie, tra le quali il Gran Premio Palio del Recioto in Veneto, la Firenze-Viareggio e una tappa del Giro delle Regioni. Nello stesso anno si piazzò inoltre secondo sia nel campionato nazionale su strada che in quello a cronometro.
Nel 2006, dopo l'avvio di stagione, lasciò la Palazzago per tornare in patria e lì prese parte ad alcune gare, tra cui la corsa open Memorial Oleg Dyachenko in cui si classificò quinto. Dopo il secondo posto nel campionato nazionale a cronometro partecipò alla prova a cronometro del Campionato europeo Under-23 classificandosi sesto. Nel mese di agosto la formazione professionistica Acqua & Sapone lo ingaggiò assieme al connazionale Samojlaŭ come stagista e gli consentì di prendere parte ad alcune gare professionistiche in Italia. In settembre partecipò ai Campionati del mondo svoltisi a Salisburgo: si classificò sedicesimo nella prova a cronometro Under-23 e sessantatreesimo in quella in linea di categoria.
Nel 2007 debuttò definitivamente come professionista nell'Acqua & Sapone-Caffè Mokambo. A maggio partecipò al Giro d'Italia, che concluse ottantacinquesimo, e a giugno fece suo il campionato bielorusso a cronometro; concluse poi al secondo posto la Coppa Placci. Nel 2008 vinse nuovamente il campionato bielorusso a cronometro, oltre alla prima tappa della Vuelta a Burgos. Da giugno 2009 e per tutto il 2010 vestì quindi la divisa della Quick Step, squadra belga iscritta al circuito UCI ProTour. Non ottenne vittorie o piazzamenti, e, rimasto svincolato alla fine della stagione 2010, diede l'addio alle corse.

## Palmarès
- 2004 (Palazzago-Vellutex, due vittorie)

Chrono Champenois (cronometro)
Gran Premio Pretola
- 2005 (Palazzago-Ab Isolanti, sei vittorie)

Gran Premio Palio del Recioto
Coppa Mobilio Ponsacco
5ª tappa Giro delle Regioni (Porto Recanati > Cingoli)
Firenze-Viareggio
Trofeo Paulin Fornero
Gran Premio Madonna delle Grazie
- 2007 (Acqua & Sapone-Caffè Mokambo, una vittoria)

Campionati bielorussi, Prova a cronometro
- 2008 (Acqua & Sapone-Caffè Mokambo, due vittorie)

Campionati bielorussi, Prova a cronometro
1ª tappa Vuelta a Burgos (Medina de Pomar > Villarcayo)

## Piazzamenti

### Grandi Giri
- Giro d'Italia

2007: 85º

### Classiche monumento

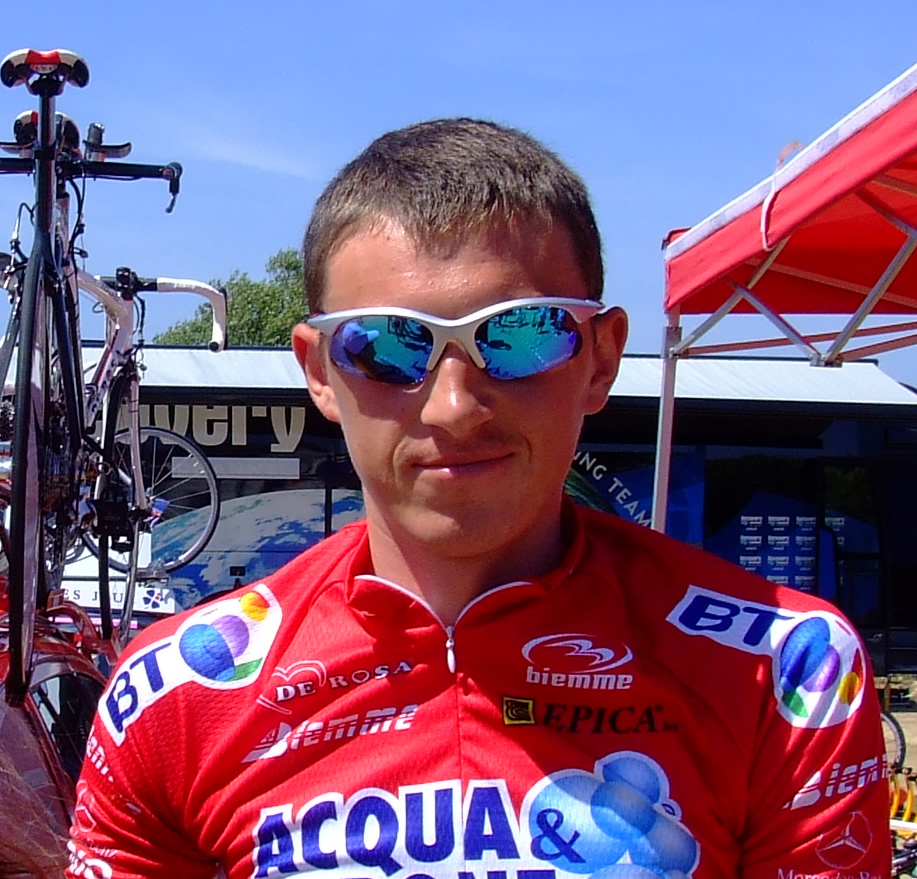
Andrėj Kunicki

- Milano-Sanremo

2007: 152º

### Competizioni mondiali
- Campionati del mondo

Lisbona 2001 - Cronometro Juniores: 27º
Lisbona 2001 - In linea Juniores: 89º
Zolder 2002 - Cronometro Juniores: 30º
Zolder 2002 - In linea Juniores: 80º
Verona 2004 - Cronometro Under-23: 16º
Verona 2004 - In linea Under-23: 45º
Madrid 2005 - Cronometro Under-23: 7º
Madrid 2005 - In linea Under-23: 66º
Salisburgo 2006 - Cronometro Under-23: 16º
Salisburgo 2006 - In linea Under-23: 63º
Stoccarda 2007 - Cronometro Elite: 17º
Varese 2008 - Cronometro Elite: 27º